# タリアコッツォ
タリアコッツォ（イタリア語: Tagliacozzo）は、イタリア共和国アブルッツォ州ラクイラ県にある、人口約6,800人の基礎自治体（コムーネ）。

## 地理

### 位置・広がり

#### 隣接コムーネ
隣接するコムーネは以下の通り。
- カピストレッロ
- カッパドーチャ
- カルソーリ
- カステッラフィウーメ
- マリアーノ・デ・マルシ
- ペレート
- サンテ・マリエ
- スクルコラ・マルシカーナ

## 行政

### 分離集落
タリアコッツォには、以下の分離集落（フラツィオーネ）がある。
- Colle San Giacomo, Gallo, Poggetello, Poggio Filippo, Roccacerro, San Donato, Sfratati, Sorbo, Tremonti, Villa San Sebastiano

## 文化・観光
「イタリアの最も美しい村」クラブ加盟コムーネである。